# Guido Colucci
Guido Colucci (Napoli, 2 settembre 1877 – Roma, 28 settembre 1949) è stato un pittore, incisore e ceramista italiano.

## Biografia
Guido Colucci nasce a Napoli, il 2 settembre 1877, da Enrico, diplomatico (1836-1914) e da Susanna Tulini (m. 1891). Suo fratello Carlo Waldemar (1875-1935) è stato un critico d'arte, collezionista d'incisioni di artisti europei del '900 e vice prefetto di Siena.
Nel 1885 Enrico Colucci è trasferito a Bastia (Corsica), come console generale. Guido studia al Liceo San Frediano di Lucca e all'Istituto Tecnico e Nautico di Genova. Si laurea a Firenze in Scienze Sociali e Politiche. Disegna all'acquerello fiori e profili di donna in delicato stile liberty. A Firenze organizza un suo studio d'artista. Segue un corso privato di incisione, tenuto da Giovanni Fattori.
Suo padre Enrico colleziona antiche armi islamiche e Guido ne è incantato per l'intarsio a volute arabescate. Si ispira anche alle vetrate e alle ferronnerie del gotico francese. Nelle figure nere e compatte del Vócero, che Colucci disegnerà per l’Atlante linguistico e etnografico italiano della Corsica di Gino Bottiglioni, si avverte la lezione di Giotto e di Masaccio.

### Il debutto
Nel 1909 Guido Colucci partecipa alla LXII Esposizione della Società delle Belle Arti di Firenze ed è notato da Nello Tarchiani, critico d'arte della rivista Il Marzocco. Francesco Sapori, su Vita d'Arte, scrive che Colucci iniziò senza l'aiuto di maestri, scoprì da solo l'acquaforte e fu allievo per breve tempo di Giovanni Fattori. Nel 1910 Guido Colucci diventa socio della Leonardo da Vinci di Firenze. Alla Biennale di Venezia del 1912 espone l'incisione Congresso di mendicanti. Illustra il libro per ragazzi L'Omino turchino di Giuseppe Fanciulli. Alcune sue incisioni sono acquistate da Federico Hermanin per il Gabinetto nazionale delle stampe, ora Istituto nazionale per la grafica.
Nel 1913 Guido Colucci espone a Parigi, al Salon di primavera della Societé Nationale des Beaux Arts, acqueforti con maschere della commedia dell'arte. Dopo la guerra riprenderà questi motivi con le 18 Maschere italiane e figure goldoniane, la cui tiratura 1/20 si conserva al Gabinetto dei disegni e delle stampe degli Uffizi.

### La Corsica
A maggio 1914 Guido Colucci sposa Edith Southwell (1888-1936), unica figlia del pioniere inglese dell'industria in Corsica Arthur Castell Southwell (1857-1910). Nei soggiorni estivi in Corsica, i coniugi Colucci abitano vicino Bastia, a Toga, nella Villa Bellacanzone dove, dal 1853 al 1856, aveva vissuto in esilio Francesco Domenico Guerrazzi. Vagabondi in Corsica, i coniugi Colucci osservano e fotografano: Edith, poliglotta e letterata, raccoglie antiche leggende e poesie popolari corse, mentre Guido fa schizzi di personaggi e di paesaggi.
Nel 1915 Guido Colucci parte volontario. Ferito, perde un occhio.
Affresca a Siena un salone dell'Albergo Chiusarelli, ispirandosi al Purismo senese ottocentesco. Partecipa nel 1917 a Sarzana alla Mostra Nazionale dell'Arte, organizzata dall’Eroica di La Spezia per il Posto di Ristoro della Croce Rossa; nel 1919 partecipa alla Mostra primaverile di pittura, scultura e arte applicata all'industria della Società delle Belle Arti di Firenze, con vasi di ceramica, lumi, mobili, un cofano inciso, acqueforti. Nel 1920, alla Società Leonardo da Vinci di Firenze, personale con acquetinte, acqueforti, cofani di legno intagliati e dipinti, ceramiche e le incisioni colorate per il Rübaiyat di ʿUmar Khayyām.
Come 'Umar, Guido ama il vino e le rose. A Firenze, Colucci dipinge la pubblicità del caffè Procacci e decora, con sue incisioni e con tessuti e ceramiche realizzate su suo disegno, le tre sale degli Amici del Libro, in via Tornabuoni. Disegna cartoline, pubblicitarie o patriottiche.

### La L.E.D.A.
Alinari pubblica, in un libro e su cartolina, la serie di acqueforti di Colucci Palio di Siena. Per il Centenario dantesco Colucci incide la serie La Vita nova. Nel 1923 partecipa alla Prima mostra Internazionale delle Arti Decorative di Monza, con ex-libris che sono acquisiti dalla Civica Raccolta delle Stampe Achille Bertarelli.
Con il fratello Carlo Waldemar, Guido fonda la L.E.D.A. (L'Estetica Della Abitazione) che non è una fabbrica, ma un marchio registrato, con il quale i Colucci vendono i prodotti artistici di Guido: ceramiche, sete, velluti, cuscini, paralumi, sacchetti di stoffa, carte da parati e per rilegare libri. Le ceramiche, su disegno di Colucci, sono realizzate dalla ditta Fantechi Ceramiche di Sesto Fiorentino; non si sa chi abbia realizzato i tessuti e le carte. Ceramiche, carte e tessuti si possono acquistare con disegni coordinati. Guido progetta anche gioielli e lumi: è un artista completo che spazia dalla pittura, all'incisione, al decoro degli ambienti, alla moda.
Il suo tratto si allontana dallo stile floreale e diventa sempre più essenziale e sintetico. I colori preferiti sono l'azzurro marino, il bruno e il verde nei toni variati della macchia mediterranea.

### Parigi, Londra, Sardegna

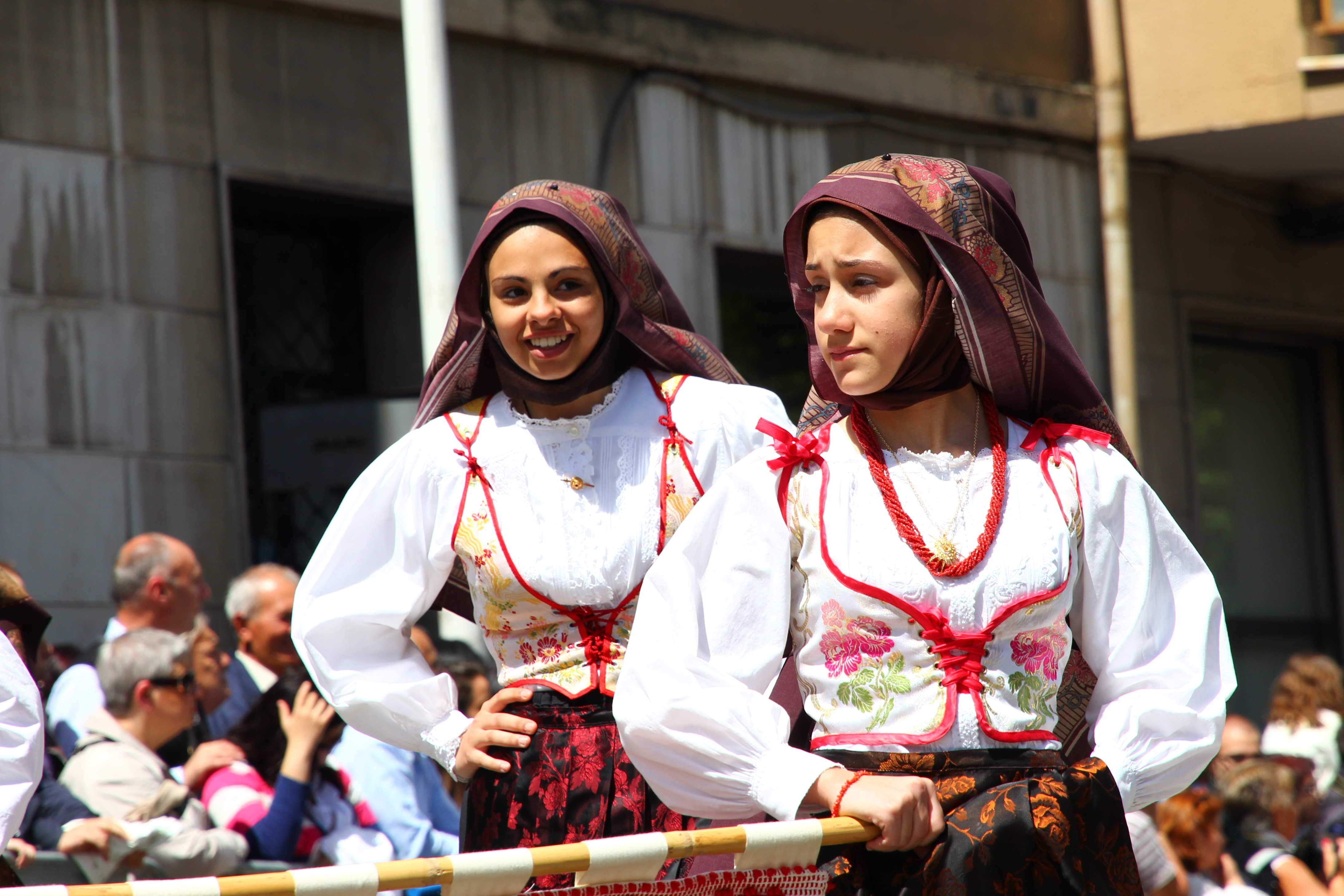
Aidomaggiore - Costume tradizionale

Nel 1924 Colucci visita Londra e Parigi e raccoglie spunti per acqueforti e acquetinte. Incide scene rurali toscane, paesaggi corsi, ponti di Firenze. Nel 1926, personale di Colucci alla Galleria Devambez di Parigi, con paesaggi della Corsica realizzati a olio e con acqueforti che rappresentano scene e vedute corse. La critica nota una derivazione dalla Scuola di Barbizon e dalle stampe giapponesi ottocentesche; ma Colucci ha anche radici italiane e più remote: Piero della Francesca e Paolo Uccello.
Nel 1928 visita la Sardegna per raccogliere spunti sulle vestiture tradizionali sarde. La prima serie dei Costumi sardi è oggi a Roma, al Museo delle Arti e Tradizioni Popolari. Personale a Roma, nel 1929, alla Galleria Angelelli: oli, incisioni, ceramiche, disegni, ispirati alla Corsica. Sue incisioni sono pubblicate dall'«Archivio Storico di Corsica».

### Ultimi anni
A Toga, a casa Colucci, sosta nel 1922 la collezione preistorica e paleontologica corsa di Forsyth Maior, che in questa casa cataloga i suoi reperti, con l'aiuto di Ellen Southwell Colucci. Qui sono ospiti il giornalista Sebastiano Deledda e Gino Bottiglioni che progetta il suo monumentale Atlante linguistico etnografico italiano della Corsica.
Colucci accarezza a lungo il progetto dei Costumi sardi e li realizza con rigore scientifico, quasi didattico. Distingue l'abito sardo della festa da quello quotidiano, il vestito del matrimonio e quello del lutto; nota il cromatismo di tessuti e ricami, la varietà di bottoni e gioielli, il vestito di una donna che va in chiesa e quello di un artigiano al lavoro.
A Bastia, fonda nel 1933 una sezione della Società Dante Alighieri e ne diventa presidente.
Nel 1931 i coniugi Colucci lasciano Firenze e si trasferiscono a Roma.
Separato dalla Corsica per la guerra, Guido trasferisce su lastra vecchi schizzi e bozzetti con soggetti corsi e li incide con nostalgico amore. Incide anche la serie della Vita di San Francesco, dedicata alla memoria della moglie Edith. Opere di Colucci sulla Corsica sono esposte nel 1940 a Venezia, alla Mostra dell'italianità della Corsica. 
La collezione di Carlo Waldemar Colucci (165 incisioni del '900 di vari autori, escluso Guido Colucci), dagli eredi è stata donata all'Istituto nazionale per la grafica.
Guido Colucci ha lasciato 600 lastre incise.